# 합천 해인사 홍제암 삼화상 진영
합천 해인사 홍제암 삼화상 진영(陜川 海印寺 弘濟庵 三和尙 眞影)은 경상남도 합천군 홍제암 표충사에 모셔져 있는 청허당 서산대사를 비롯한 세 분의 선사 영정이다. 
2000년 8월 31일 경상남도의 유형문화재 제359호 합천 홍제암 임란삼화상 영정으로 지정되었다가, 2018년 12월 20일 현재의 명칭으로 변경되었다.

## 개요
홍제암 표충사에 모셔져 있는 청허당 서산대사를 비롯한 세 분의 선사 영정이다. 세 분의 선사는 임진왜란 때 의병을 일으켜 나라를 구한 승병장으로서 큰 공을 세웠다. 홍제암은 해인사 일주문에서 서쪽으로 약 200m 남짓 떨어진 곳에 있는 암자인데, 특히 사명대사가 입적한 곳으로 유명하다.
사명대사가 입적한 이곳에 그의 스승인 서산대사의 영정을 중심으로 왼쪽에 기허당대선사영정이 있고, 오른쪽에 사명당대선사의 영정이 배치되어 있는데 모두 의자에 앉아 있는 모습이다. 서산대사와 사명당의 영정은 녹색 장삼에 홍색가사를 입고 있는데, 안정감있는 자세와 당당한 풍채 및 위엄있는 얼굴에서 승병장으로서 면모를 느낄 수 있다. 기허당의 영정은 짙은 갈색 배경에 붉은 색의 등받이에 녹색의 장삼만을 입고 있는데 상체를 앞으로 내밀고 오른쪽 다리는 세우고 있는 특이한 모습이다. 
임진왜란 때 많은 활약을 한 삼화상의 영정은 전체적으로 18세기 후반에 나타나는 도식적이고 장식적인 면을 배제하고 인물 각각의 개성을 잘 나타내 주고 있으며, 뛰어난 색감으로 화면의 품격을 높여 주고 있다.

## 참고 자료
- 합천 해인사 홍제암 삼화상 진영 - 국가유산청 국가유산포털